# Chain of Rocks Bridge
Die Chain of Rocks Bridge überquert den Mississippi zwischen dem Norden der Stadt St. Louis und Madison im gleichnamigen County in Illinois am östlichen Flussufer. Die Besonderheit des Bauwerks besteht in dem Knick, den die Brücke in der Flussmitte aufweist. Die Brücke überführte früher die Route 66, ist heute aber nur noch für Fußgänger und Radfahrer geöffnet.
Der Name leitet sich von den unterhalb der Brücke auftretenden „Chain of Rocks“ (dt.: Felsenkette) genannten Untiefen ab, welche die Schiffbarkeit an dieser Stelle stark beeinträchtigen. Aus diesem Grund wurde östlich des Flusses der Chain of Rocks Canal gebaut.

## Geschichte
Im Jahr 1894 wurde im Bereich der Chain of Rocks das erste Wasserwerk von St. Louis errichtet. Die im Wasser liegenden Entnahmestellen der Chain of Rocks Water Treatment Facility, dem auch heute noch größten Wasserwerk in St. Louis, befinden sich in unmittelbarer Nähe der Brücke.
Im Jahr 1929 wurde neben dem Wasserwerk die privat finanzierte Brücke eröffnet und führte die damalige Route 66 über den Mississippi. Um die Baukosten zu bezahlen, wurde anfangs eine Maut für die Passage der Brücke erhoben. In den späten 1930er Jahren wurden mehrere Umgehungsstraßen und damit weitere Brücken eröffnet. Die Mauterhebung wurde 1966 eingestellt. Im gleichen Jahr wurde die etwas weiter nördlich liegende New Chain of Rocks Bridge eröffnet, über die die Interstate 270 als nördliche Umgehungsstraße von St. Louis den Fluss überquert. Im Jahr 1970 wurde die Chain of Rocks Bridge geschlossen.
1998 wurde die Brücke, deren Eigentümer inzwischen die Stadt Madison geworden war, von Trailnet gemietet. Diese Gruppe von fahrradbegeisterten Bürgern brachte einen Betrag von 4,5 Millionen Dollar auf und ermöglichte so die Renovierung und den Erhalt der Brücke für den Fußgänger- und Fahrradverkehr.
Im Zuge der zunehmenden touristischen Bedeutung der früheren Route 66 erhöhte sich auch die touristische Attraktivität an der Brücke. Im Jahr 2006 wurde die Chain of Rocks Bridge unter der Nummer 06001091 in das National Register of Historic Places aufgenommen.
Beim Besuch der Chain of Rock Bridge ist Vorsicht geboten. Die Gegend rund um die Brücke ist für Drogenhandel und Einbruchdiebstähle in Autos bekannt. Der Parkplatz auf der Seite von St. Louis wurde deshalb wieder aufgehoben, die Parkfläche auf der Illinois-Seite stark verkleinert.